# Maestro dell'Adorazione Khanenko
Maestro dell'Adorazione Khanenko (fl. XV secolo) è stato un pittore anonimo fiammingo attivo alla fine del XV secolo.
L'anonimo artista, attivo nelle Fiandre tra il 1490 e il 1500 circa e influenzato soprattutto da Hugo van der Goes, prende il nome dal dittico con l'Adorazione dei Magi del Museo di Kiev, proveniente proprio dalla collezione Khanenko.
Alla stessa mano sono da riferire sia le due Madonne col Bambino di Stoccarda e Dessau sia il trittico con l'Adorazione dei Magi di Saint-Omer.